# Tsewang Norbu
Pour les articles homonymes, voir Norbu.
Ne doit pas être confondu avec Tsewang Norbu (militant).
Tsewang Norbu (tibétain : ཚེ་དབང་ནོར་བུ་, Wylie : Tshe-dbang Nor-bu ; 9 octobre 1996 - 25 février 2022) est un chanteur tibétain contemporain qui s'est produit en tibétain, chinois et anglais. Il était connu comme concurrent dans l'émission de télé-réalité Sing! China. Il s'est auto-immolé près du Potala à Lhassa pour protester contre l'occupation chinoise du Tibet.

## Jeunesse
Norbu est né en 1996 à Nagchu. Ses deux parents étaient musiciens, ce qui l'a amené à s'intéresser à la musique dès son plus jeune âge. Norbu a fréquenté et est diplômé de l'université du Tibet,.
Son oncle Sogkhar Lodoe est un prisonnier politique.

## Carrière musicale
En 2014, Norbu a participé à l'émission de variétés musicales Road to Star, produite par Guangdong Satellite TV. Dans le spectacle, il a joué du piano et chanté des chansons tibétaines, atteignant le top douze de la division ouest et le top quarante-huit du pays. Plus tard, il a quitté le concours et a refusé une invitation à participer à l'émission de variétés musicales The Voice of China, à l'époque produite par Zhejiang Satellite TV.
En 2017, Norbu a participé à l'émission de variétés musicales Tencent Video The Coming One, où il a rejoint l'équipe de Li Ronghao et a finalement atteint la neuvième place de la finale nationale. En 2019, il a participé à l'émission de variétés musicales Let's Band Together, produite par Youku ; il a été éliminé à mi-chemin.
En 2021, il a participé à l'émission de variétés  Gala de Nouvel An de CCTV de CCTV-3 et a interprété la chanson "Under the Cloud" avec la chanteuse Mimi Lee. Le 11 juin, en tant qu'invité d'honneur, Norbu s'est produit lors de la cérémonie de remise des prix du 24e Festival international du film de Shanghai. La même année, il a également participé à l'émission culturelle tibétaine Handsome Tibetan Youth de Sichuan TV. Plus tard, il a également participé à The Voice of China, où il a rejoint l'équipe de la chanteuse Na Ying, mais a été éliminé parmi les vingt-deux meilleurs candidats,.

## Vie personnelle
Norbu était marié et avait une fille.

## Auto-immolation et mort
Norbu est mort le 25 février 2022 par auto-immolation, après s'être immolé devant le palais du Potala à Lhassa. Il était le 158e Tibétain à mourir de cette manière depuis 2009. Des sources initiales ont déclaré qu'un Tibétain a crié des slogans à l'extérieur du palais ce matin-là et a tenté de s'immoler par le feu, mais a été arrêté par la police locale puis emmené par les autorités. L'identité, le statut et l'endroit où se trouvait l'individu étaient inconnus à l'époque. Après l'incident, la police locale a bloqué les routes autour du palais du Potala et les autorités ont dépêché davantage de soldats sur place. Le ministère chinois des Affaires étrangères a cependant contesté cela, suggérant que le chanteur pourrait encore être en vie.
Le 4 mars 2022, des sources ont confirmé que l'immolateur était Norbu, qu'il était décédé à l'âge de 25 ans, mais que la date et le lieu de sa mort n'ont pas pu être confirmés. Les comptes Weibo et Douyin de Norbu ont été remplis d'un grand nombre de messages de condoléances et, par conséquent, la fonction de commentaire sur les deux applications a été désactivée pour les comptes de Norbu. Son dernier message sur Weibo, écrit le jour de sa mort, a exprimé sa gratitude à ses fans pour leurs commentaires et messages sur sa chanson la plus récente. Les chansons de Norbu ont été supprimées des plates-formes musicales en Chine continentale. Les informations concernant son auto-immolation ont été supprimées par les autorités chinoises et ses articles de biographie sur les encyclopédies chinoises en ligne Baike Baidu et Sogou Baike ne mentionnent aucune information concernant sa mort.
Kelsang Gyaltsen Bawa, le représentant de l'Administration centrale tibétaine à Taïwan, a souligné que la cause de la mort de Norbu était suspecte et a appelé la communauté internationale à intervenir dans l'enquête sur l'auto-immolation de Norbu.

## Suicide de son père
En mai 2022, Choegyen, le père de Tsewang Norbu  se serait suicidé après avoir été menacé et harcelé par la police chinoise, selon VOA Tibetan Services.